# Třída Freedom (2004)

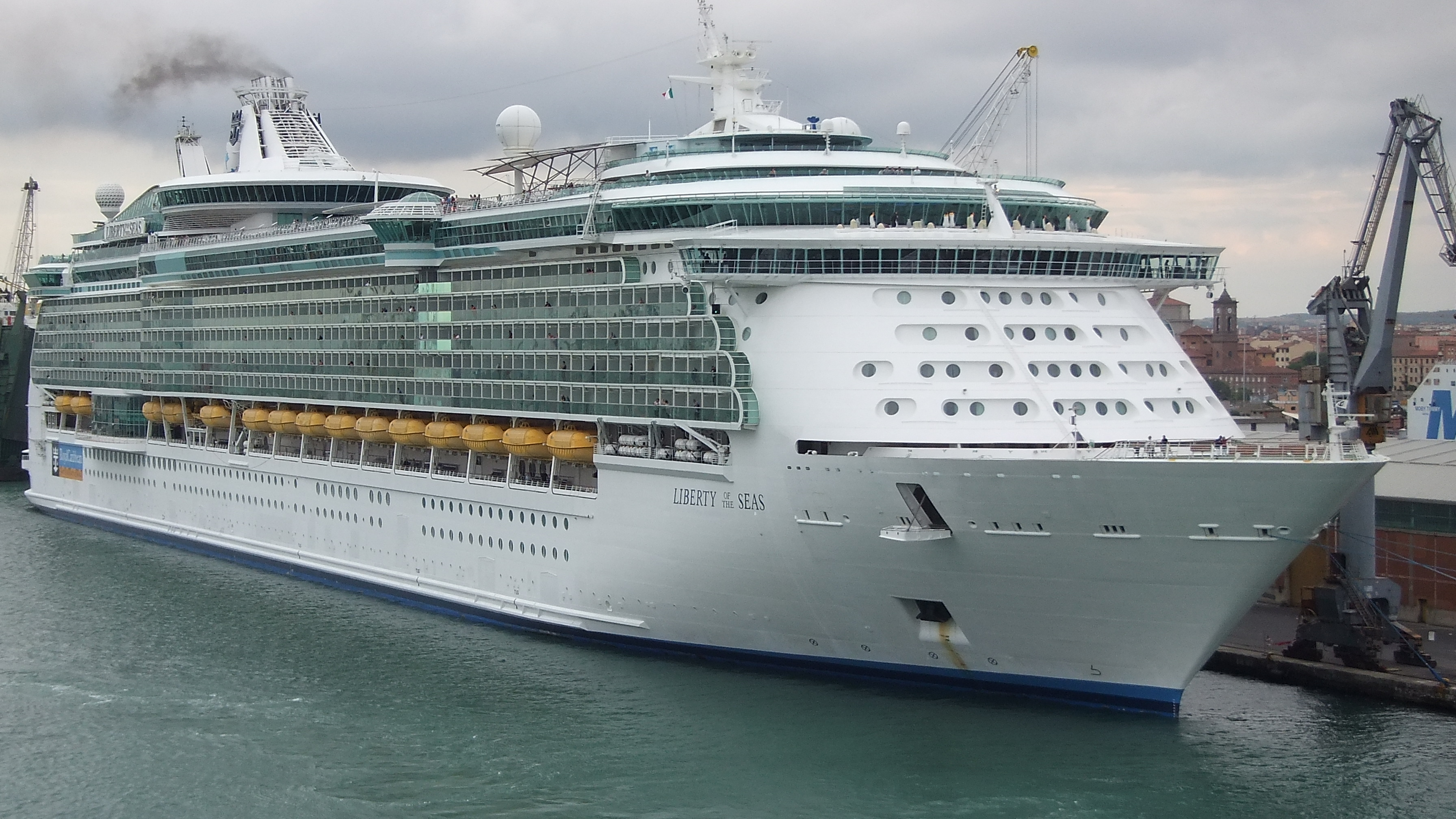
Liberty Of The Seas v roce 2011

Třída Freedom je třída tří výletních lodí rejdařské společnosti Royal Caribbean International. První loď této třídy, Freedom of the Seas, se v roce 2006 podle kapacity pasažérů i podle výtlaku stala největší osobní lodí světa všech dob. Tyto rekordy držela spolu se svými sesterskými loděmi Liberty of the Seas a Independence of the Seas až do listopadu 2011, kdy byly překonány lodí Oasis of the Seas stejného rejdařství. Všechny tři lodě této třídy byly vyrobeny v loděnicích Aker Finnyards ve finském Turku.